# Tamás Bakócz
Tamás Bakócz (chorvatsky Toma Bakač Erdetski, dříve počeštěně též Tomáš Bakoč, 1442, Erdőd – 11. června 1521, Ostřihom) byl uherský duchovní chorvatského původu, latinský patriarcha konstantinopolský, primas uherský, metropolitní arcibiskup ostřihomský, kardinál a politik.

## Život, politická a duchovní činnost
Narodil se jako syn statkáře Bakolcse z Ardutu/Erdődu, který se později stal tajemníkem krále Matyáše Korvína, a byl povýšen do rytířského stavu. Podílel se na zvolení krále Vladislava Jagellonského.
Od roku 1490 byl kancléřem Uherského království a postupně byl biskupem rábským (1487–1497), jágerským (1491–1497) a od prosince 1497 dosáhl nejvyššího zemského církevního postavení, když se stal arcibiskupem ostřihomským a s tím spojeným titulem Primas Hungariae. Od roku 1500 byl kardinálem s titulární bazilikou svatých Silvestra a Martina ai Monti, od roku 1507 byl titulárním patriarchou konstantinopolským a od listopadu 1511 děkanem kolegia kardinálů.
V roce 1513 se stal papežským legátem v Uhersku. Ve své zemi vyhlásil křížovou výpravu proti Osmanské říši, avšak vojsko, které shromáždil, se pod velením Jiřího Dóži obrátilo proti šlechtě, což mělo za následek občanskou válku, kterou ukončil až Jan Zápolský v roce 1517.
Tamás Bakócz zemřel v Ostřihomi a byl pochován ve zdejší bazilice Nanebevzetí Panny Marie a svatého Vojtěcha.